# Association olympique et des Jeux du Commonwealth des Seychelles
L'Association olympique et des Jeux du Commonwealth des Seychelles (en anglais, Seychelles Olympic and Commonwealth Games Association) est le comité national olympique des Seychelles, fondé en 1979 et reconnu la même année par le CIO.